# آریانا فیدانزا
آریانا فیدانزا (انگلیسی: Arianna Fidanza؛ زادهٔ ۶ ژانویهٔ ۱۹۹۵) دوچرخه‌سوار اهل ایتالیا است.